# Karl Pearson
Karl Pearson, původním jménem Carl Pearson, (27. březen 1857 – 27. dubna 1936) byl anglický matematik a filozof, zastánce machizmu, zakladatel oboru matematické statistiky a její aplikace na biologii (biometrie). V roce 1911 založil v Londýně na University College historicky první katedru statistiky. Ve své základní filozofické práci Gramatika vědy (1892) se věnuje otázkám metodologie vědy. Úloha vědy se podle něj zakládá na klasifikaci a popisu faktů. Materiální věci představují skupiny smyslových vjemů a zákonů přírody. Prostor a čas jsou výtvory lidského rozumu.

## Život
Narodil jako druhé dítě Williama Pearsona a Fanny Smithové. Měl staršího bratra Arthura a mladší sestru Amy.
"Carl Pearson" se nechtěně stal "Karl Pearson", poté co byl takto chybně zapsán na univerzitě v Heidelbergu v roce 1879. Používal obě tyto varianty svého jména až do roku 1884, kdy se s konečnou platností ponechal jméno Karl (údajně také díky jmenovci Karlu Marxovi, i když někteří lidé tvrdí opak)  a stal se všeobecně známý jako "KP".
V roce 1890 se oženil s Marii Sharpovou se kterou měl dvě dcery, Sigrid Loetitia Pearson, Helgu Sharpe Pearson a syna Egona Sharpe Pearson. Egon Sharpe Pearson se stal stejně jako jeho otec významným statistikem a působil jako vedoucí oddělení Aplikované statistiky na University College v Londýně.

## Vzdělání a počáteční práce
Studoval na University College v Londýně, následně nastoupil do královské University v Cambridge ke studiu matematiky. Mezi lety 1879 a 1880 se zabýval středověkou literaturou a německou literaturou z 16. století na univerzitách v Berlíně a Heidelbergu.
Universitu v Cambridge vystudoval v roce 1879. Následně odcestoval do Německa studovat fyziku na univerzitě v Heidelbergu, kde navštěvoval přednášky slavného fyziologa Emila du Bois-Reymonda o darwinismu. Dále studoval v Berlíně římské právo, středověkou literaturu a literaturu z 16. století a také socialismus. Byl silně ovlivněn těmito kurzy a stal se odborníkem na německou literaturu. Dokonce mu bylo nabídnuto místo v německém oddělení na Universitě v Cambridge.
V své první knize, Nový Werther, naznačuje, proč se věnoval studiu různých témat:  spěchal jsem od vědy k filosofii, a od filozofie k našim starým básníkům, a poté, po únavě tím přílišným idealismem jsem se navrátil k vědě. Už jste se někdy pokusily představit všechno, co je ve světě dobré vědět, že každý předmět ve vesmíru si zaslouží být prostudován? Velikáni literatury, tajemství mnoha-rozměrného prostoru, pokusy Boltzmanna a Crookse proniknout do laboratoře přírody, Kantovy teorie vesmíru, a do nejnovějších objevů v embryologii, s úžasným příběhem vývoje života - jaká je nezměrnost mimo náš dosah! ... Lidstvo se zdá na pokraji nových a slavných objevů. To, co vytvořil Isaac Newton pro zjednodušení planetárních pohybů, musí být nyní provedeno k sjednocení různých izolovaných teoriích matematické fyziky v jeden celek.
Vrátil se pak do Londýna, aby studoval práva stejně jako kdysi jeho otec, a mohl tak pracovat v advokátní komoře. Jeho dalším kariérním postupem se stal vstup do jednoho z významných sdružení pro advokáty, kde přednášel právo až do roku 1881 (ačkoli právo nikdy nepraktikoval). Následně se vrátil k matematice, když se stal profesorem matematiky na Královské akademii v roce 1881 a profesorem na University College v roce 1883. V roce 1884 zde byl jmenován předsedou oddělení aplikované matematiky a mechaniky. Na Gresham College se profesně seznámil se zoologem Walterem Weldonem a spolu spolupracovali na rozvoji biometrie a evoluční teorie až do Weldonovi smrti v roce 1906. Před svou smrtí jej seznámil s Francisem Galtonem bratrancem známého Charlese Darwina. Galton se v té době zabýval aspekty vývoje jakým je dědičnost a eugenika. Převzal jeho nadšení nad zmíněnou oblastí výzkumu a po jeho smrti napsal jeho životopis a publikoval jeho práce. Při této činnosti prohlašoval, že by Galton měl být za svou práci významnější než Charles Darwin.
V souladu s Galtonovým přáním se stal předsedou eugeniky a genetiky na University College v Londýně. Zde také založil Ústav aplikované statistiky, kde zůstal až do odchodu do důchodu v roce 1933.

## Einsteinova a Pearsonova práce
Když Albert Einstein se svými dvěma mladšími přáteli Mauricem Solovinem a Konrádem Habichtem začínali diskutovat o problémech fyziky a matematiky byla to právě práce Karla Pearsona Gramatika vědy, která je uvedla do problematiky. V této knize bylo několik témat, která se později staly součástí teorií Einsteina a dalších vědců. Pearson tvrdil, že zákony přírody jsou vztaženy k schopnosti pozorovatele vnímat. Tvrdil, že nevratnost přírodních procesů, je čistě relativní pojem. Pozorovatel, který cestuje rychlostí světla by viděl neměnnou současnost, nebo absenci pohybu. Spekuloval, že pozorovatel, který cestoval rychleji než světlo uvidí obrácení času, podobně jako v kině je film pozpátku. Pearson rovněž v práci zmiňuje antihmotu, čtvrtý rozměr, a zakřivení času.

## Příspěvky ke statistice
Pearsonova práce se uplatnila v rozvoji matematické statistiky pro oblast biologie, epidemiologie, antropometrie, medicíny a sociálních dějin. V roce 1901 s Weldonem a Galtonem založili časopis Biometrika, jejímž předmětem byl vývoj statistických teorií. Pearson sám redigoval tento časopisu až do své smrti. Také založil časopis Annals of Eugenika (nyní Annals of Human Genetics).
Pearson vytvořil mnoho klasických statistických metod, které se běžně používají dnes. Mezi jeho příspěvky se řadí následující:
- Korelační koeficient – parametrický statistický test (předpokládající normální rozdělení)zjišťující, jak těsný je vztah proměnných (např. do 0,20 je vztah zanedbatelný, 0,20-0,40 je nepříliš těsný vztah, 0,40-0,70 je středně těsný vztah, 0,70-0,90 je velmi těsný vztah a více než 0,90 je extrémně těsný vztah ) a jaký má směr (kladný nebo záporný)[6]
- Metoda momentů – spočívá v tom, že porovnáváme k prvních obecných momentů s hodnotami jejich výběrových protějšků. Tím dostaneme k rovnic v proměnných a jejich řešení můžeme považovat za bodové odhady parametrů.[7]
- Chí vzdálenost – je založena na korelaci mezi proměnnými, které mohou být identifikovány a analyzovány pomocí vzorů. Je to užitečný způsob určení podobnosti neznámého vzorku s jedním známým. Liší se od Euklidovské vzdálenosti v tom, že bere v úvahu korelace souboru dat, kdy je měřítko neměnná, tj. není závislé na rozsahu měření.
- P hodnota – je u testu, kde má tato definice smysl pravděpodobnost, s jakou testovací statistika nabývá hodnot horších (více svědčící o testované hypotéze),než je pozorovaná hodnota statistiky.[8]
- Základy teorie statistického testování hypotéz a statistické rozhodovací teorie. Pearson navrhuje testování platnosti předpokládaných hodnot hodnocení chi vzdálenosti mezi hypotézou a empiricky zjištěné hodnoty pomocí p-hodnoty, která byla navržena ve stejném dokumentu. Použití přednastavených důkazů kritérií, tzv. alfa-typu I. pravděpodobnosti chyby.
- Chí kvadrát rozdělení – Toto rozdělení je odvozeno ze součtu nezávislých náhodných veličin s normovaným normálním rozdělením.